# Mina de Can Cortada
La mina de Can Cortada era una canalització al barri d'Horta de Barcelona, de la qual es conserven la torre de distribució i la font del carrer de Campoamor, catalogades com a bé amb elements d'interès (categoria C).

## Història
Cap al 1870, es va parcel·lar part de la finca de Can Cortada per a construir-hi cases per als estiuejants de Barcelona, la colònia Les Estires. La mina subministrava aigua a gairebé totes les cases de la rambla de Cortada, que el 1907 va canviar el nom per carrer de Campoamor, i a algunes cases dels carrers de Chapí i Sant Gaudenci.
Es va excavar per sota de l'actual Ronda de Dalt, prop de la finca de Can Glòria, avui parc de Xavier Montsalvatge. L'aigua es feia arribar a dues torres de distribució, que a la part alta tenien un plomer distribuïdor, del qual sortien les canonades cap als usuaris, amb el cabal contractat. A diferència de la mina de Can Travi, on els contractes eren a perpetuïtat, aquí s'arrendava l'aigua anualment, a un preu de 30 pessetes anuals per un cabal d'un quart de ploma d'aigua (1 ploma = 2.215 l/dia).
La primera torre era al convent de les Dominiques, enderrocat per a construir-hi l'actual escola Fedac Horta, i la segona es troba al número 35 del carrer de Campoamor, on també alimentava una font pública.